# Alliomyia saurica
Alliomyia saurica är en tvåvingeart som beskrevs av Fedotova 1991. Alliomyia saurica ingår i släktet Alliomyia och familjen gallmyggor.
Artens utbredningsområde är Kazakstan. Inga underarter finns listade i Catalogue of Life.